# Acțiunile militare ale Armatei României în Primul Război Mondial
Această pagină conține lista completă a acțiunilor militare desfășurate de Armata României în timpul participării la Primul Război Mondial.:passim:passim:passim
Campania anului 1916
- Operația ofensivă în Transilvania
  - Lupta din pasul Merișor
  - Lupta din bazinul Petroșani
  - Luptele din Munții Cernei
  - Luptele de pe Olt
  - Lupta de la Miercurea Ciuc
  - Luptele din Munții Călimani
  - Lupta de la Răstolița
  - Lupta de la Odorhei
  - Lupta de la Răstolița
  - Lupta de la Glâmboaca-Cornățel
  - Lupta de la Orlat
  - Bătălia dintre Olt și Mureș
    - Lupta de la Movile
    - Lupta de la Porumbacu
    - Lupta de la Bărcuț-Moha
    - Lupta de la Praid-Sovata
    - Lupta de la Șinca
    - Lupta de la Țânțaru
- Operația de apărare pe frontul de sud
  - Acțiunile militare din Dobrogea
    - Luptele de la Bazargic
    - Lupta de la Sarsânlar
    - Luptele de pe vechea frontieră din Dobrogea
    - Bătălia de pe aliniamentul Rasova-Cobadin-Tuzla
      - Lupta de la Oltina
      - Lupta de la Arabagi
      - Lupta de la Cocargea
      - Lupta de la Cobadin

    - Lupta de la Amzacea
    - Lupta de la Pervel
    - Lupta de la Topraisar
    - Lupta de la Muratan-Tuzla
    - Lupta de la Cernavodă
    - Luptele de pe aliniamentul Topalu-Tașaul

  - Bătălia de la Turtucaia
  - Operația de la Flămânda
- Operația de apărare a trecătorilor din Munții Carpați
  - Bătălia de la Sibiu
  - Bătălia de la Brașov
    - Lupta de la Sâmpetru
    - Lupta de la Bartolomeu

  - Bătălia de pe Valea Prahovei
    - Lupta de la Predeal
    - Luptele din trecătorile Bratocea și Buzău

  - Bătălia din zona Bran-Câmpulung
  - Bătălia de pe Valea Oltului
    - Lupta de la Pietrosu și Veverița
    - Lupta de pe Valea Topologului

  - Prima bătălie de pe Valea Jiului
    - Lupta de la podul Jiului

  - Prima bătălie de la Oituz
    - Lupta de la Măgheruș
    - Lupta de la Hârja

  - A doua bătălie de la Oituz
  - A doua bătălie de pe Valea Jiului
  - Bătălia de la Târgu Jiu
- Operația de apărare a teritoriului Munteniei
  - Acțiunile militare din Oltenia
    - Lupta de la Turnu Severin
    - Șarja de la Robănești

  - Operația de pe Argeș și Neajlov
    - Lupta de la Călugăreni
    - Lupta de la Bălăria
    - Șarja de la Prunaru

  - Luptele de pe aliniamentul Cricov-Ialomița
  - Luptele de pe aliniamentul Râmnicu Sărat-Viziru
    - Bătălia de la Râmnicu Sărat
    - Lupta de la Filipești
    - Lupta de la Bordei Verde-Viziru

  - Stabilizarea frontului pe Siret
    - Lupta de la Cașin
    - Lupta de la Focșani
    - Lupta de la Pralea
    - Lupta de la Momâia
- Acțiunile militare pentru apărarea Deltei Dunării

Campania anului 1917
- Ofensiva de la Nămoloasa
  - Lupta de artilerie de la Nămoloasa
- Bătălia de la Mărăști
  - Luptele de la Mărăști și Mănăstioara
  - Lupta de la Poiana Încărcătoarea
  - Lupta de la Momâia
  - Luptele din Munții Vrancei
  - Lupta de la Măgura Cașinului
- Bătălia de la Mărășești
  - Lupta de la Doaga
  - Lupta de Pătrășcani
  - Contraofensiva din Valea Siretului
  - Lupta de la Panciu
  - Lupta de la Chicera
  - Lupta de la Prisaca
  - Lupta de la Muncelu
  - Lupta de la Răzoare
- A Treia Bătălie de la Oituz
  - Lupta de la Cireșoaia
  - Lupta de la Târgu Ocna
  - Lupta de la Coșna
  - Lupta de la Cașin
- Acțiunile militare din Dealurile Vrancei
  - Lupta de la Răchitașul
  - Lupta de la Cocoșilă
- Bătălia de la Varnița-Muncelu
  - Lupta de la Irești
  - Lupta de la Varnița
  - Lupta de la Dealul Porcului
- Bătălia de la Cireșoaia

Campania anului 1918
- Intervenția Armatei României în Basarabia
- Lupta de la Galați
- Lupta de la Pașcani
- Lupta de la Spătărești
- Lupta de la Mihăileni
- Lupta de la Tighina